# Легийак-де-Серкль
Легийа́к-де-Серкль (фр. Léguillac-de-Cercles) — коммуна во Франции, находится в регионе Аквитания. Департамент — Дордонь. Входит в состав кантона Брантом. Округ коммуны — Нонтрон.
Код INSEE коммуны — 24235.

## География

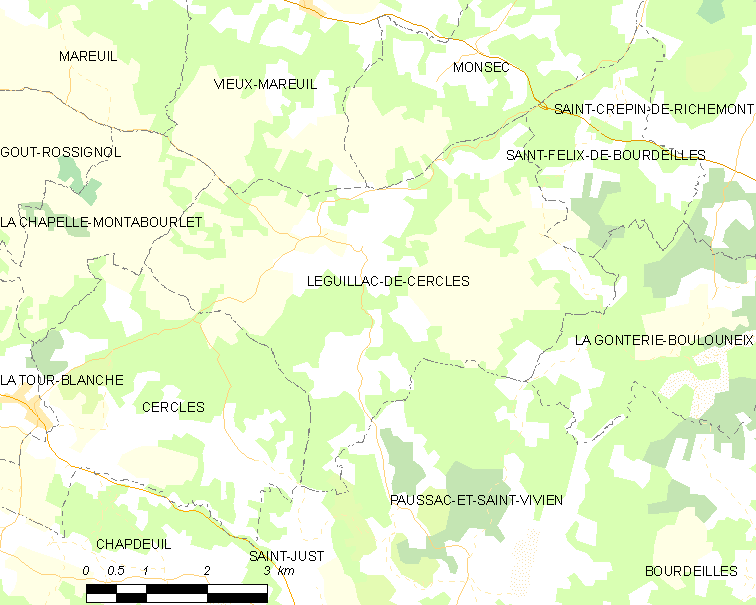
Карта коммуны

Коммуна расположена приблизительно в 410 км к югу от Парижа, в 110 км северо-восточнее Бордо, в 29 км к северо-западу от Перигё.

### Климат
Климат умеренный океанический со средним уровнем осадков, которые выпадают преимущественно зимой. Лето здесь долгое и тёплое, однако также довольно влажное, здесь не бывает регулярных периодов летней засухи. Средняя температура января — 5 °C, июля — 18 °C. Изредка вследствие стечения неблагоприятных погодных условий может наблюдаться непродолжительная засуха или случаются поздние заморозки. Климат меняется очень часто, как в течение сезона, так и год от года.

## Население
Население коммуны на 2010 год составляло 301 человек.
| 1962 | 1968 | 1975 | 1982 | 1990 | 1999 | 2010 |
| ---- | ---- | ---- | ---- | ---- | ---- | ---- |
| 431  | 396  | 356  | 319  | 286  | 274  | 301  |

## Администрация
| Период | Период | Фамилия         | Партия       | Примечания |
| ------ | ------ | --------------- | ------------ | ---------- |
| 1995   | 2020   | Жан-Робер Равон | беспартийный | каменщик   |

## Экономика
В 2010 году среди 182 человек трудоспособного возраста (15-64 лет) 120 были экономически активными, 62 — неактивными (показатель активности — 65,9 %, в 1999 году было 65,9 %). Из 120 активных жителей работали 107 человек (55 мужчин и 52 женщины), безработных было 13 (4 мужчины и 9 женщин). Среди 62 неактивных 13 человек были учениками или студентами, 30 — пенсионерами, 19 были неактивными по другим причинам.

## Достопримечательности
- Церковь Св. Маврикия (XII век). Исторический памятник с 2013 года[5]

## Фотогалерея

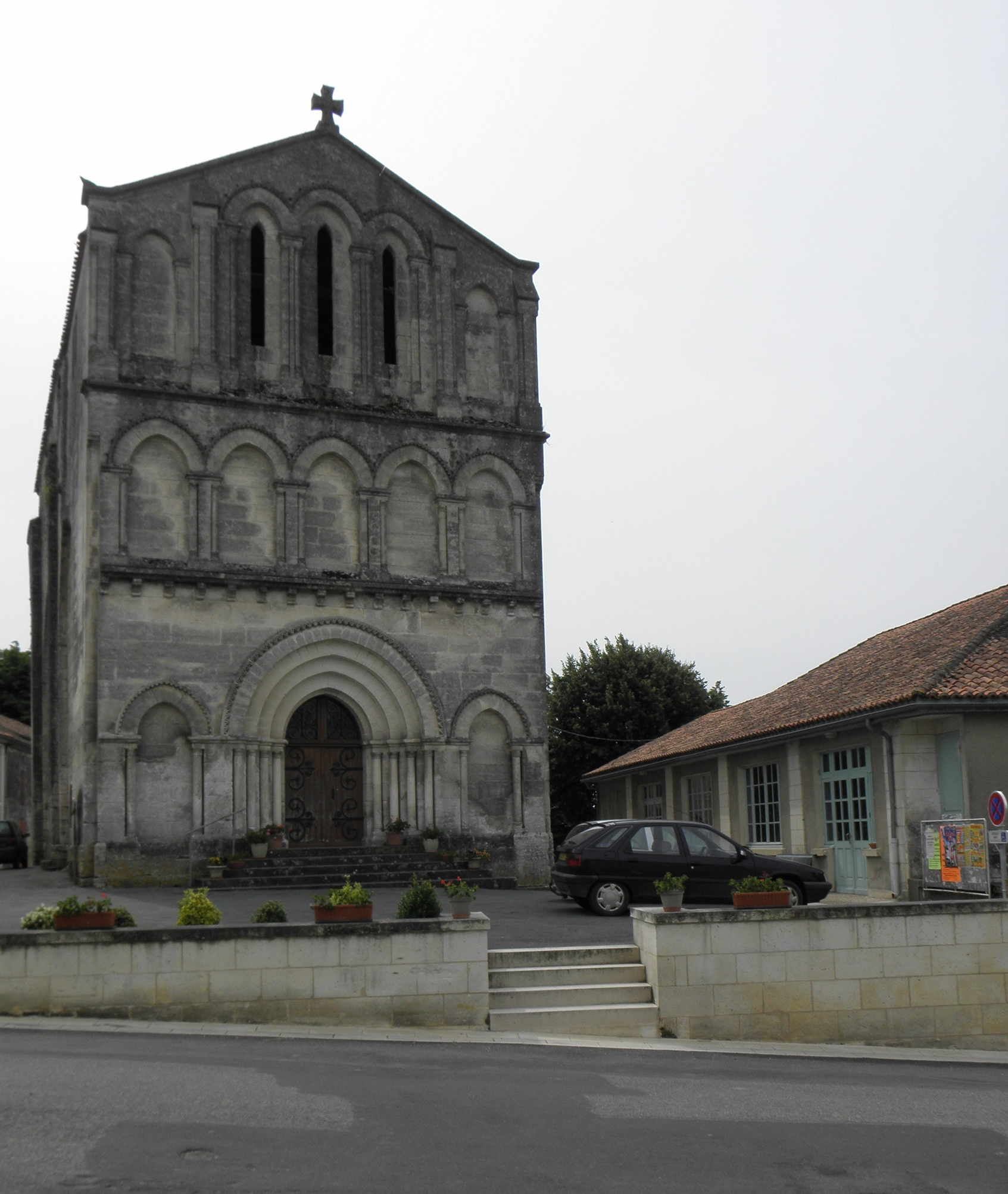
Церковь Св. Маврикия
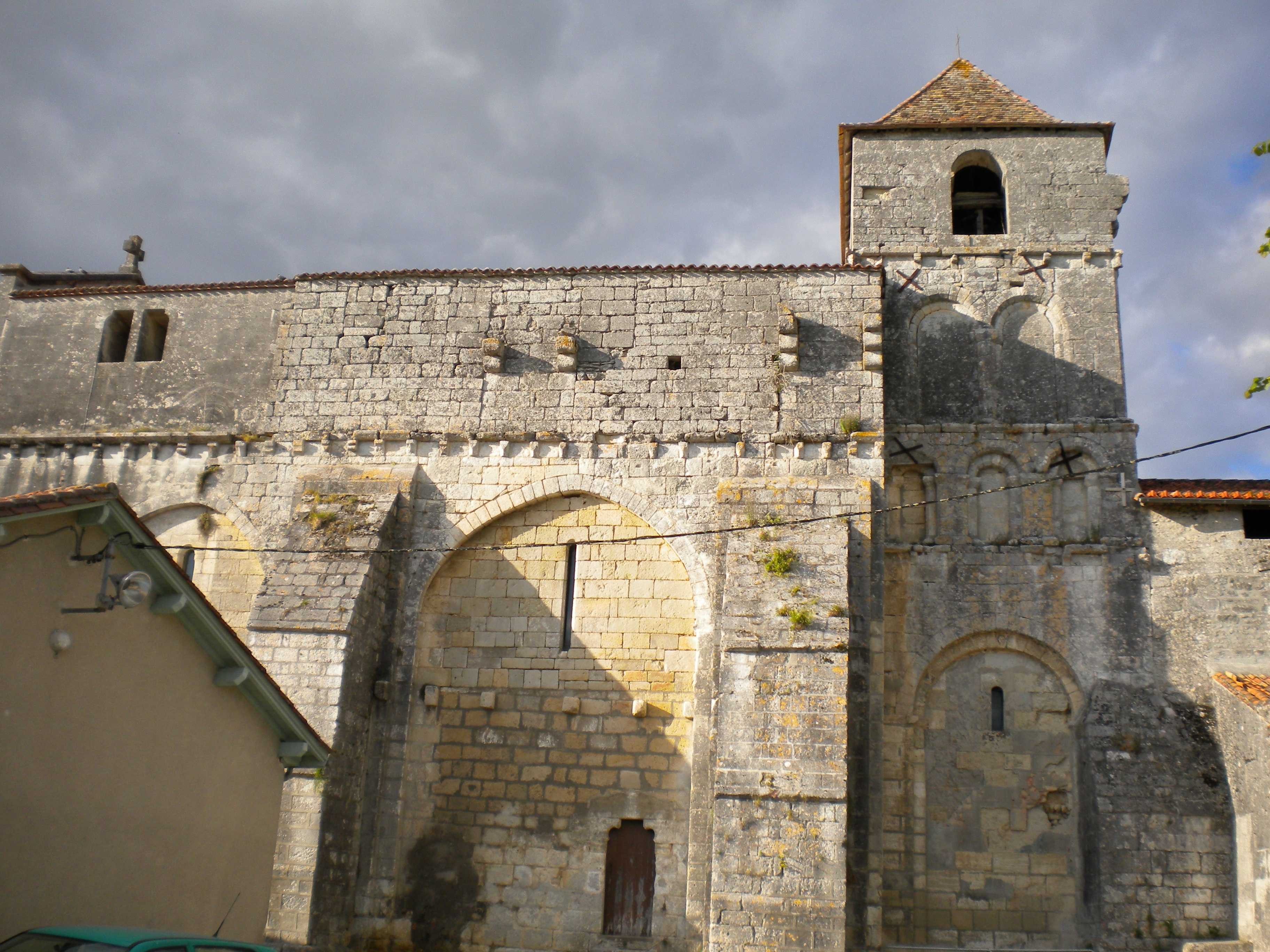
Церковь Св. Маврикия